# Caranx rhonchus
Caranx rhonchus är en fiskart som beskrevs av Geoffroy Saint-hilaire, 1817. Caranx rhonchus ingår i släktet Caranx och familjen taggmakrillfiskar. Inga underarter finns listade.